# Ágios Vassílios (Leonídio, Arcadie)
Pour les articles homonymes, voir Ágios Vassílios.
Ágios Vassílios (grec moderne : Άγιος Βασίλειος) est une localité située dans le dème de Cynourie-du-Sud, dans le district régional d'Arcadie, dans la périphérie du Péloponnèse, en Grèce.
Selon le recensement de 2021, elle compte 56 habitants.